# Podarkes (Sohn des Iphiklos)
Podarkes (altgriechisch Ποδάρκης Podárkēs, deutsch ‚leichter Fuß‘) ist in der griechischen Mythologie einer der Helden, die vor Troja fielen. 
Er ist der Sohn des Iphiklos von Phylake, jüngerer Bruder des Protesilaos, des ersten Griechen der im Trojanischen Krieg den Tod fand. Nach dessen Tod übernahm Podarkes die Führung der Truppen aus Phylake. 
In der Schlacht gegen die Amazonen tötete er die Amazone Klonie. Die Amazonenkönigin Penthesilea hieb ihm darauf die Hand ab, woran er starb.